# مک‌کانلزویل (اوهایو)
مک‌کانلزویل (به انگلیسی: McConnelsville) یک روستا در ایالات متحده آمریکا است که در شهرستان مورگان، اوهایو واقع شده‌است. مک‌کانلزویل ۴٫۹۲ کیلومتر مربع مساحت و ۱٬۷۸۴ نفر جمعیت دارد و ۲۱۱ متر بالاتر از سطح دریا قرار دارد.